# اندیس آب معدنی شمال سمنان (آبگرم)
آب معدنی شمال سمنان(آبگرم) یک اندیس غیرفلزی است که در حوالی شهر سمنان استان سمنان قرار دارد و مادهٔ معدنی موجود در آن، آب معدنی است.  